# Onthophagus malangensis
Onthophagus malangensis är en skalbaggsart som beskrevs av Antoine Boucomont 1914. Onthophagus malangensis ingår i släktet Onthophagus och familjen bladhorningar. Inga underarter finns listade i Catalogue of Life.